# レオニダス (チョコレート)

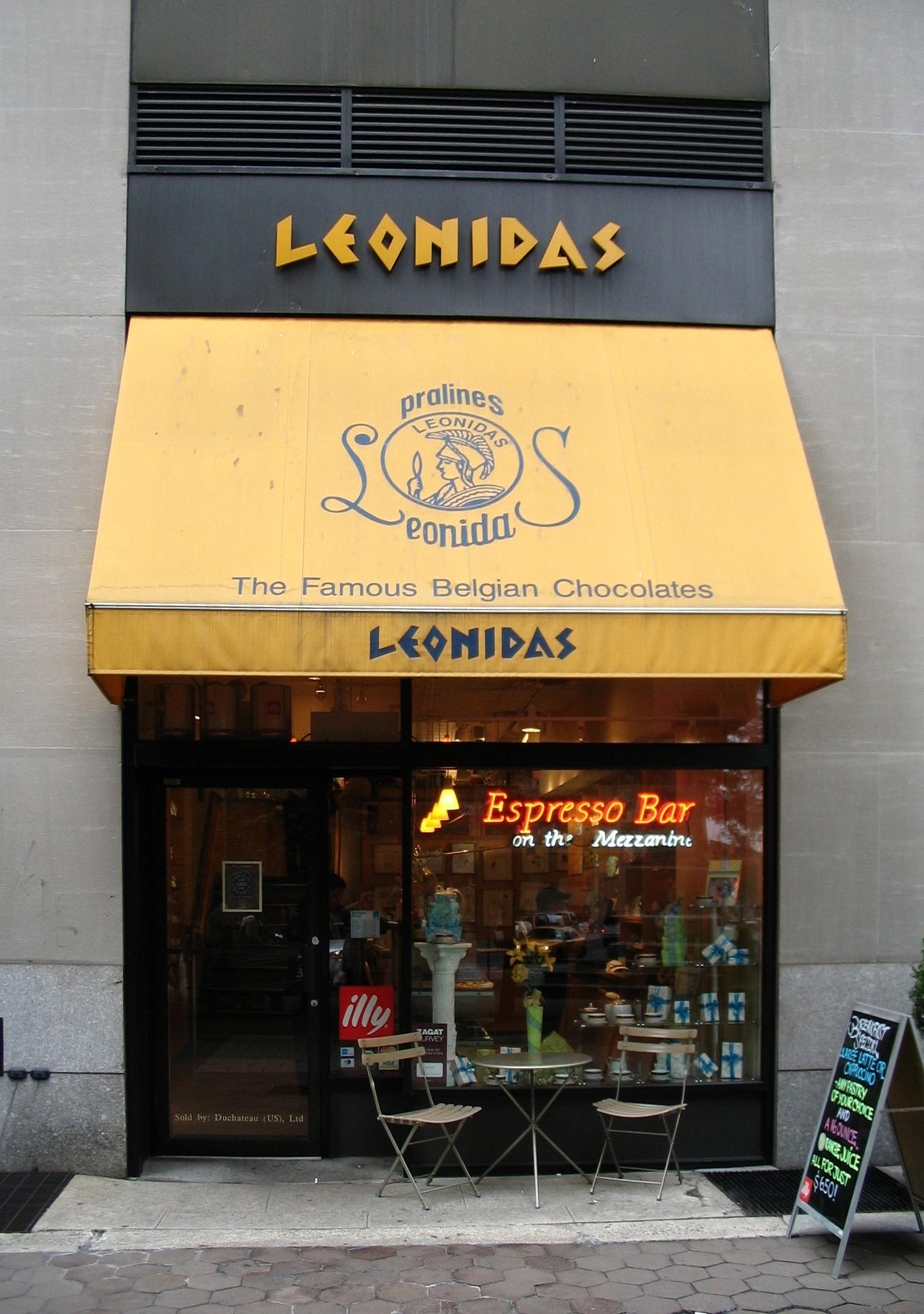
ニューヨークマンハッタンにあるレオニダスの店舗

レオニダス（Leonidas）とは、世界各国に事業を展開しているベルギーのチョコレート製造業者である。主要製品は、プラリネ（ミルクチョコペーストなどソフトな食感の素材をチョコレートで覆ったもの）であり、その他にマルチパン、固形チョコレートなどさまざまな菓子を扱っている。

## 概要
レオニダスの名は、ギリシャ人の創設者、レオニダス・ケステキディス(en:Leonidas Kestekides)の名を取って付けられた。彼は1900年代初頭にアメリカで菓子作りを学び、1910年、ギリシア代表派遣団としてアメリカから初めてベルギーに渡り、ブリュッセルの万国博覧会に参加し、彼が作ったチョコレート菓子が銅メダル、彼自身がパティシエとして金メダルを受賞した。彼は1913年、ベルギーヘントの万国博覧会にも参加している。
レオニダス・ケステキディスはブリュッセル滞在中に結婚し、以後ずっとベルギーに住んだ。レオニダスはゲントとブランケンベルグにオープンティールームを開き、これをきっかけに事業が発展した。
1935年、レオニダスの甥、バジーレ・ケステキディスが後を継いだ。バジーレは創設者の名にちなんで、スパルタ王レオニダス1世の肖像を商品のロゴとした。またバジーレは、レオニダスの看板商品となる「レオニダスマノン」を生み出した。それは、従来のマノンがクルミをフォンダントシュガーで包むところを、ヘーゼルナッツをホワイトチョコレートで包むよう改良したものであり、当時としては画期的なアイディアであった。バジーレは1970年までレオニダスのトップを務めた。
経営の歴史をまとめると、
- 1910年代 - 1935年 レオニダス・ケステキディス；創業者
- 1935年 - 1970年 バジーレ・ケステキディス；レオニダスの甥
- 1970年 - 1985年 ヤニー (Yanni) ・ケステキディス
- 1985年 - 、マリア・ケステキディス；ヤニーの娘
- 1992年、マリアのいとこ、ヴァッシィリキ (Vassiliki) 入社
- 2003年、ディミトリオス (Dimitrios) 、取締役会理事長に就任。

レオニダスは2008年現在、世界約40か国の主要都市で2000店近く展開している。